# Celadonia hoodii
Celadonia hoodii is een keversoort uit de familie Callirhipidae. De wetenschappelijke naam van de soort werd in 1934 als Callirhipis hoodii gepubliceerd door William Wilson Saunders.